# 2019-es litvániai elnökválasztás
A 2019-es litvániai elnökválasztás első fordulóját május 12-én tartották, a második fordulóra május 26-án került sor. Mivel az első fordulóban senki sem szerzett 50%-nál több szavazatot, a másodikban egyszerű többség döntött az első két helyezett, Ingrida Šimonytė és Gitanas Nausėda között. Egy elnöki ciklus öt évre szól, a két ciklust egymás után betöltött Dalia Grybauskaitė nem volt újraválasztható. Ugyancsak május 12-én szavaztak a litvánok a kettős állampolgárság engedélyezéséről mindazon országokkal, amelyek tagjai az Európai Uniónak, a NATO-nak vagy az OECD-nek, de nem tagjai semmilyen orosz alapú szövetségnek. Hasonlóképp ezen a napon döntöttek arról, hogy a Seimas képviselőinek létszámát 141-ről 121-re csökkentsék-e. Egyik népszavazás sem volt sikeres, mert a támogatók száma nem haladta meg az összes szavazóképes állampolgár 50%-át.
Az elnökválasztás 2. fordulóját Gitanas Nausėda nyerte, ő tehát Litvánia következő elnöke.

## Jelöltek
- Ingrida Šimonytė, képviselő, a Litván Nemzeti Bank igazgatótanácsának korábbi elnökhelyettese (2013–2016), volt pénzügyminiszter (2009–2012)
- Gitanas Nausėda, közgazdász, egyetemi oktató
- Saulius Skvernelis, 2016 óta Litvánia miniszterelnöke, korábbi belügyminiszter (2014–2016)
- Naglis Puteikis, képviselő, a Litván Centrumpárt elnöke
- Valentinas Mazuronis, EP-képviselő, korábbi környezetvédelmi miniszter
- Arvydas Juozaitis, filozófus, korábbi olimpiai sportoló
- Vytenis Andriukaitis, Litvánia európai biztosa, korábbi egészségügyi miniszter (2012–2014)
- Mindaugas Puidokas, képviselő
- Valdemar Tomaševski, EP-képviselő

### Visszaléptek
- Žygimantas Pavilionis, képviselő, Litvánia korábbi amerikai nagykövete[2]
- Vygaudas Ušackas, az EU korábbi, Oroszországba akkreditált nagykövete
- Aušra Maldeikienė, képviselő
- Visvaldas Matijošaitis, Kaunas polgármestere[3]
- Vitas Gudiškis, a Litván Jégkorongszövetség korábbi elnöke
- Petras Auštrevičius, EP-képviselő
- Alfonsas Butė, a Litván Kereszténydemokrata Párt elnökhelyettese
- Kazimieras Juraitis, blogger
- Petras Gražulis, képviselő

## Közvélemény-kutatások

### Első forduló
| Jelölt               | 2017. december 18. | 2018. május | 2018. szeptember | 2018. október | 2018. november | 2019. február | 2019. március | 2019. április | 2019. május |
| -------------------- | ------------------ | ----------- | ---------------- | ------------- | -------------- | ------------- | ------------- | ------------- | ----------- |
| Gitanas Nausėda      | 12%                | 22,9%       | 19,7%            | 23%           | 24,6%          | 27,3%         | 23,5%         | 21,9%         | 24.6%       |
| Saulius Skvernelis   | 12,2%              | 12,8%       | 16,6%            | 12,8%         | 13,2%          | 16%           | 18,4%         | 16,7%         | 16,6%       |
| Ingrida Šimonytė     | 7%                 | 5,3%        | 8,0%             | 17,5%         | 19,7%          | 20%           | 22%           | 22,3%         | 26,2%       |
| Naglis Puteikis      | –                  | 2,7%        | 1,4%             | 2,4%          | 2,4%           | 2,1%          |               | 2,2%          | 1,5%        |
| Vytenis Andriukaitis | –                  | 1,2%        | 0,3%             | -             | -              | 2,8%          | 4,7%          | 7,9%          | 5,5%        |
| Valentinas Mazuronis | –                  | 1,6%        | 0,3%             | -             | -              | -             | -             | 1,7%          | 1,2%        |
| Arvydas Juozaitis    | -                  | -           | 3,3%             | -             | 4,7%           | 4,5%          | 3,6%          | 4,5 %         | 4,8%        |
| Mindaugas Puidokas   | –                  | -           | -                | -             | -              | -             | 0.4%          | 1,4%          | 1,9%        |
| Valdemar Tomaševski  | -                  | -           | -                | -             | -              | -             | 1,7%          | 3,1%          | 1,8%        |
| Más                  | –                  | –           | -                | -             | -              |               | -             | 0,2%          | 0,4%        |
| Nem tudja            | 32,6%              | 10,2%       | 13,9%            | -             | -              | -             | -             | 8,4%          | 6,9%        |
| Nem szavaz           | –                  | 11,9%       | 13,9%            | -             | -              | -             | -             | 9,2%          | 8,6%        |

## Eredmények

### Első forduló
A második fordulóba Ingrida Šimonytė (31,21%) és Gitanas Nausėda (30,93%) jutott tovább.
| Jelölt             | Szervezet        | Szervezet                                    | Első forduló május 12. | Első forduló május 12. | Második forduló május 26. | Második forduló május 26. |
| Jelölt             | Szervezet        | Szervezet                                    | db                     | %                      | db                        | %                         |
| ------------------ | ---------------- | -------------------------------------------- | ---------------------- | ---------------------- | ------------------------- | ------------------------- |
| Ingrida Šimonytė   |                  | Haza Szövetség – Litván Kereszténydemokraták | 441 860                | 31,31                  |                           |                           |
| Gitanas Nausėda    |                  | független                                    | 437 925                | 30,94                  |                           |                           |
| Saulius Skvernelis |                  | Litván Gazdálkodók és Zöldek Szövetsége      | 278 493                | 19,58                  |                           |                           |
| további 6 jelölt   | további 6 jelölt | további 6 jelölt                             | 17,90%                 | 17,90%                 |                           |                           |
| részvétel          | részvétel        | részvétel                                    | 56,53%                 | 56,53%                 |                           |                           |

### Második forduló[15]
- Gitanas Nausėda: 66.72%
- Ingrida Šimonytė: 33,28%

## Fordítás
- Ez a szócikk részben vagy egészben  a(z)   2019 Lithuanian presidential election című angol Wikipédia-szócikk ezen változatának fordításán alapul.  Az eredeti cikk szerkesztőit annak laptörténete sorolja fel. Ez a jelzés csupán a megfogalmazás eredetét és a szerzői jogokat jelzi, nem szolgál a cikkben szereplő információk forrásmegjelöléseként.
- Ez a szócikk részben vagy egészben  a(z)   2019 m. Lietuvos Respublikos Prezidento rinkimai című litván Wikipédia-szócikk ezen változatának fordításán alapul.  Az eredeti cikk szerkesztőit annak laptörténete sorolja fel. Ez a jelzés csupán a megfogalmazás eredetét és a szerzői jogokat jelzi, nem szolgál a cikkben szereplő információk forrásmegjelöléseként.